# Gallwespenartige
Die Cynipoidea, nach der Typusfamilie auch häufig als Gallwespenartige bezeichnet, sind eine Überfamilie der Hautflügler. Die weltweit verbreitete Überfamilie umfasst ca. 3000 beschriebene Arten, es wird aber vermutet, dass ein Mehrfaches dieser Zahl noch unbeschrieben und unbekannt ist. Die meisten Arten sind Parasitoide anderer Insektenarten. Dabei leben die ersten Larvenstadien im Inneren ihres weiterwachsenden Wirts (koinobiont); die Larve verlässt diesen im vorletzten Stadium. In den letzten beiden Larvenstadien frisst sie dann von außen an der Leiche ihres Wirts weiter. Die Arten der Familie der Gallwespen (Cynipidae) sind sekundär wieder zu einer pflanzenfressenden (phytophagen) Lebensweise zurückgekehrt.

## Systematik und Merkmale
Obwohl nur wenige eindeutige Merkmale (Apomorphien) existieren, sind sich fast alle Forscher darin einig, dass die Überfamilie eine gemeinsame Abstammungsgemeinschaft, d. h. ein monophyletisches Taxon, darstellt. Kennzeichnende Merkmale sind die besondere Struktur des Flügelgeäders und der Bau des Hinterleibs, der immer seitlich schmal und mehr oder weniger hoch gewölbt ist. Außerdem sind die Bauchplatten (Sternite) des zweiten und dritten Hinterleibssegments immer verschmolzen oder zumindest eng aneinandergerückt. Die meisten Arten sind unauffällig schwarz oder dunkel gefärbt, es kommen aber auch Arten mit auffallenden Warnfarben („Wespentracht“ schwarz und gelb) vor, niemals aber metallische Farben. Die Antennen sind fadenförmig und weisen beim Männchen ein Glied mehr auf als beim Weibchen, typisch sind 11/12 oder 12/13 Glieder. Im Flügel ist eine dreieckige Radialzelle kennzeichnend. Die Randader (Costa) und ein Flügelmal (Pterostigma) fehlen immer (Ausnahme: Austrocynips, Familie Austrocynipidae, mit einer Art).
Die Überfamilie wird gewöhnlich in zwei in Körperbau und Lebensweise unterscheidbare Gruppen gegliedert, die Macrocynipoidea und die Microcynipoidea. Die Macrocynipoidea sind dabei keine Gruppe mit gemeinsamer Abstammung, d. h. kein monophyletisches Taxon. Die Microcynipoidea sind mit Abstand artenreicher und umfassen mehr als 90 % der gesamten Artenzahl.

### Macrocynipoidea
Wie im Namen ausgedrückt, handelt es sich um Arten mit im Durchschnitt größerer Körpergröße. Alle Arten dieser Gruppe sind Endoparasitoide von in Holz bohrenden Insektenlarven. Die Imagines verpuppen sich im Holz und müssen sich anschließend vom Bohrgang ihres Wirtes zur Holzoberfläche durchnagen, um ausschlüpfen zu können. Alle Imagines weisen deshalb dazu dienende Besonderheiten im Körperbau auf. Dazu gehören ein langgestreckter Körperbau, kräftige Mandibeln, mit Rippen und Graten skulpturierte Körperoberfläche. Wirte sind Holzwespenlarven, Käferlarven und Schmetterlingsraupen.
- Austrocynipidae. Nur eine Art bekannt: Austrocynips mirabilis.
- Ibaliidae
- Liopteridae

### Microcynipoidea
Hierbei handelt es sich weit überwiegend um Arten geringer Körpergröße. Die meisten Arten sind Parasitoide der Larven von phytophagen oder räuberischen Insektenarten, die frei leben, es gibt aber auch unter ihnen selten Parasitoide von holzbewohnenden Larven. Andere Arten sind Hyperparasitoide. Wirte sind überwiegend Zweiflügler (Diptera) und Netzflügler (Neuroptera), bei den Hyperparasiten Brackwespen und Erzwespen, daneben recht oft andere Gallwespenarten. Der „Rumpf“ (Mesosoma) ist oft kurz und hoch gewölbt, der „Hinterleib“ (Metasoma) meist bei Betrachtung von der Seite rund oder oval geformt und seitlich stark zusammengedrückt, also auffallend schmal und hoch.
Die Microcynipoidea umfassen zwei Familien:
- Cynipidae (Gallwespen)
- Figitidae

## Fossilien
Fossile Funde von Gallwespenartigen sind selten. Die frühesten Funde stammen aus der jüngeren Kreide. Meist handelt es sich um Einschlüsse (Inklusen) in Bernstein. Relativ umfangreiche Funde von Kompressionsfossilien aus dem Cenomanium liegen daneben aus dem russischen Fernen Osten und von der sibirischen Taimyr-Halbinsel vor. Auch aus dem (eozänen) baltischen Bernstein liegen Funde vor. Neben den rezenten Familien werden zwei weitere ausgestorbene Familien angeführt, die nur fossil bekannt sind (alle Macrocynipoidea).
- Protimaspidae
- Stolamissidae